# Vernantois
Vernantois – miejscowość i gmina we Francji, w regionie Burgundia-Franche-Comté, w departamencie Jura.
Według danych na rok 1990 gminę zamieszkiwały 273 osoby, a gęstość zaludnienia wynosiła 39 osób/km² (wśród 1786 gmin Franche-Comté Vernantois plasuje się na 476. miejscu pod względem liczby ludności, natomiast pod względem powierzchni na miejscu 639.).